# Compagnie française des Indes occidentales
Pour les articles homonymes, voir Compagnie des Indes et Compagnie des Indes occidentales.
Ne doit pas être confondu avec Compagnie française des Indes orientales.
La Compagnie française des Indes occidentales est une compagnie maritime et coloniale française créée en 1664 par Colbert et dissoute en 1674.
C'est par son territoire l'une des plus importantes compagnies européennes fondées au XVIIe siècle, mais l'une de celles qui auront le moins de succès financier.

## Historique

### Création
Dès 1633, la Compagnie Rosée Robin avait obtenu un monopole du commerce au Sénégal, en y ajoutant, avec le soutien du Roi Louis XIII « le trafic des esclaves destinés aux colonies d'Amérique » qui ne se concrétisera cependant que beaucoup plus tard, sans création d'une société négrière dédiée avant 1673.
En 1663, Jean-Baptiste Colbert commande un rapport à Alexandre de Prouville de Tracy et en 1664 il partage le domaine colonial en deux compagnies publiques, à hauteur du Cap de Bonne-Espérance, créant à l'Ouest la Compagnie française des Indes occidentales, avec une souscription de 4,5 millions de livres, en partie par prélèvement sur les fermiers généraux au renouvellement de leur bail en 1665. À l'Est, c'est la Compagnie française des Indes orientales, pour laquelle Colbert crée la même année de toutes pièces le port de Lorient. La première est censée peupler le Canada, en utilisant les profits de l'économie sucrière aux Antilles, mais le précédent hollandais montre que le commerce des épices en Asie est moins dangereux et plus rentable : la Compagnie néerlandaise des Indes occidentales a fait faillite dans les années 1640.
Le 28 mai 1664, un édit royal crée l'équivalent français, au capital de seulement six millions de livres, mais dotée du monopole du commerce avec l'Amérique et l'Afrique. Son sceau représente ses armes, « un écusson au champ d'azur, semé de fleurs de lys d'or sans nombre, deux sauvages pour supports et une couronne tréflée ». La chambre de la direction générale siège à Paris. Elle absorbe le capital de la Compagnie de la Nouvelle-France et celui de la Compagnie du Cap-Vert et du Sénégal, elles-mêmes dissoutes.

### Vocation
Louis XIV rachète par la même occasion les ex-dépendances de la Compagnie des îles d'Amérique, afin de la relancer sous la forme publique qu'elle avait en 1626 puis 1635 lorsque le Cardinal Richelieu, Premier ministre, en était l'actionnaire le plus important et le protecteur, en autorisant l'esclavage en 1642.
La vocation de la nouvelle compagnie publique et de son monopole commerciale est aussi d'assurer la paix civile, l'ordre public et la défense de l'intérêt général aux Antilles, où ils ont été sérieusement malmenés depuis une quinzaine d'années.
À partir de 1649-1650, les différents gouverneurs de la Compagnie des îles d'Amérique avaient en effet provoqué sa faillite dans les trois principales îles, en profitant pour récupérer les plantations de sucre à leur propre bénéfice ou celui de l'ordre de Saint-Jean de Jérusalem concernant Saint-Christophe, générant des conflits de propriété et d'héritage dans chacune d'elles.
Dès 1665, sous la pression de Colbert, l'ordre de Saint-Jean de Jérusalem est obligé de céder ses colonies antillaises à la compagnie française des Indes occidentales.
En vertu de la théorie mercantiliste de l'époque et du manque criant de monnaie métallique qui sévit au milieu du XVIIe siècle, Colbert souhaite aussi assurer au royaume des rentrées d'argent-métal ou même d'or. Il passe ainsi les années 1660 à s'intéresser à un projet de mine d'argent sur l'île de la Dominique, malgré le risque de se brouiller avec les Amérindiens à qui ce territoire a été réservé lors d'un traité signé avec eux en 1660, dans l'espoir de les éloigner des territoires sucriers.

### Action de la compagnie en Nouvelle-France (Canada)
La Compagnie obtient dès 1665 que le régiment de Carignan-Salières apporte une sécurité contre les invasions iroquoises et contribue au peuplement de la colonie, par l'arrivée de 1 200 hommes originaires de toutes les régions de France, de la Lorraine au Poitou-Charentes, un recrutement supplémentaire ayant eu lieu durant le trajet.
En 1666, l’intendant Jean Talon organisa le premier recensement, dénombrant alors 3 215 habitants. Puis, la population de la colonie passa à 6 700 habitants en 1672, conséquemment aux politiques d’encouragement de la natalité et nuptialité.
En 1667, plusieurs tribus d'iroquois, les Agniers et les Onneiouts, acceptent de conclure la paix. Selon l'historienne Raymonde Litalien : « Colbert souhaitait passer de la fraternisation et des alliances politiques à une véritable fusion des races et des civilisations, idée qui se heurte à des réticences : les Canadiens craignent de perdre leurs privilèges, la toute-puissante Église trouve que ses fidèles ont déjà suffisamment adopté de mœurs indiennes et le roi lui-même ne voit pas d'un bon œil que les « sauvages » deviennent des sujets à part entière. Finalement, le gouverneur général Denonville démontre au ministre Seignelay le 13 novembre 1685 (peu après son arrivée) que l'on ne peut franciser les Indiens. »
Charles Aubert de La Chesnaye, négociant de fourrures à Tadoussac entre 1663 et 1666 est nommé commis général de la Compagnie en 1666 et jusqu'en 1669, date à partir de laquelle, il quitte la compagnie pour une exploitation forestière (au lac Saint-Jean), une briqueterie et un long séjour à La Rochelle, qui lui permet d'établir des relations commerciales avec plusieurs pays européens et de devenir propriétaire de plusieurs navires.
À son retour au Canada Charles Aubert de La Chesnaye obtiendra peu après la dissolution de la compagnie, à partir de 1675 et jusqu'en 1681, les droits de la Compagnie de la Ferme d'Occident et de son ami Jean Oudiette, détenant ainsi le monopole des fourrures de castor, qui constituent la première richesse à l'exportation du Canada. En 1672, l'intendant Jean Talon lui concède, conjointement avec deux autres associés, la seigneurie de Percé qui doit servir de port d'attache aux bateaux de pêche. Il reçoit la seigneurie de Rivière-du-Loup le 23 décembre 1673. La Chesnaye achète aussi la moitié des fiefs de Saint-François et de Saint-Jean (1677), les seigneuries de Le Parc, à l'est de Rivière-du-Loup (1675), et l'île aux Lièvres (1677).

### Une politique contestée dans les Antilles

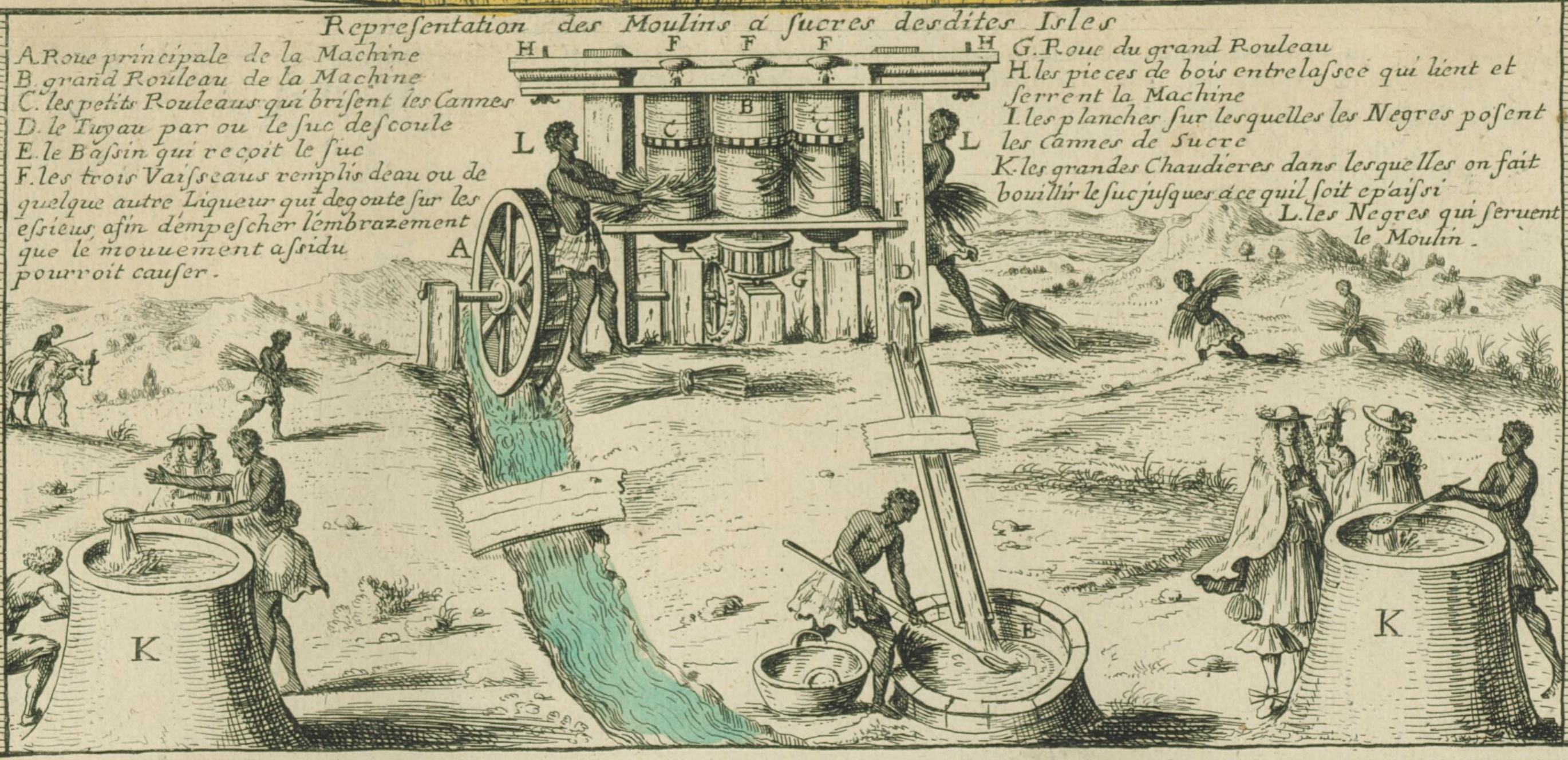
Croquis d'un moulin à sucre avec des esclaves au travail et des administrateurs de la Compagnie des Indes occidentales en 1667.

L'action dans les Antilles sera la plus critiquée par les colons et les négriers. Les erreurs sont constatées dès le début en 1664 : comme ce fut le cas pour l'équivalent hollandais en 1621, les nouveaux actionnaires sont recrutés de force et les directeurs ne connaissent rien du monde colonial.
Cette Compagnie des Indes occidentales est censée rapporter de l'argent au Royaume sans en dépenser trop ni s'attirer d'ennui, dans le cadre d'une réforme fiscale. La création d'une taxe de 3 % sur toutes les marchandises venant d'Amérique, qui apporte 4 millions de livres par an, est souvent contestée et s'ajoute à une taxe sur les redevances seigneuriales perçues dans les colonies. L'interdiction de commercer avec l'Etranger rend sa tâche très difficile.
Les plaintes les plus acerbes des colons des Antilles contre elle concernent l'approvisionnement en esclaves, qui manque de bateaux et de personnel spécialisé, selon eux, alors que les opérateurs privés avaient auparavant réussi, et que la France exportait déjà du sucre en 1665, lors de la création de la compagnie.
Le résultat en est que la déportation des esclaves africains vers les Antilles françaises, qui s'était intensifiée au début des années 1650, « se tarit complètement ».
Après quatre ans d'existence, les grandes difficultés de la compagnie des Indes occidentales se reflètent dans l'arrêt royal du 26 août 1670, qui insiste sur la nécessité d'importer plus d'esclaves et supprime l'impôt de 5 livres sur chaque esclave transporté d'Afrique vers les Antilles.
Son monopole commercial aboutit à des prix de revente du sucre prohibitifs par rapport aux concurrents anglais des îles anglaises de la Barbade et de la Jamaïque, qui augmentent leurs parts de marché en développant l'esclavage. C'est la même chose pour les plantations de tabac également très développées dans les colonies françaises : la seconde partie des années 1660 voient les producteurs de tabac de Virginie, principaux concurrents, monopoliser le marché mondial. De ce fait, les colons français des Antilles, qui se livrent à la contrebande avec les Hollandais.

### Politique guyanaise
Le premier essor de l'esclavagisme français en Guyane a lieu sur fond de contestation violente par les colons français du monopole de la Compagnie française des Indes occidentales, malgré les courriers des gouverneurs à la Cour déplorant une « pénurie », à tel point que des historiens considéraient encore en 1960 que la traite des noirs en Guyane n'a été réelle qu'à partir du 18e siècle et « pratiquement inexistante » au précédent. La colonie a pour vocation d'exporter du roucou, de l'indigo, du coton, du café, de la vanille, des épices et des bois exotiques mais surtout de la canne à sucre, d'abord privée de main-d'œuvre. Moins d'un an après la conquête française de mai 1664, le navire hollandais du capitaine Vernal n'en livre tout d'abord qu'une fois et dans son rapport de 1666, le gouverneur n'en dénombre que 260 en 1665, dont la cinquantaine héritée des installations hollandaises de 1660, effectif qui va cependant stagner pendant près de dix ans, avant de monter brusquement en 1677 à 1454 esclaves.
Entre-temps, l'Habitation Loyola, fondée par les Jésuites français, finalise en 1668, après la fin de la deuxième guerre anglo-néerlandaise, l'achat de la plantation hollandaise.
Le négrier hollandais Vernal ne reviendra à Cayenne, avec une seconde déportation d'Africains capturés sur la Côte des Esclaves, qu'entre 1669 et avril 1671. Entre-temps, les colons écrivent des lettres désespérées au Ministère de la Marine pour réclamer des esclaves, déplorant d'en être privés. L'un d'eux, Boulais, en achète 3 à un planteur français des Iles du Cap Vert mais c'est seulement vers 1672 ue la colonie de la presque-île de Cayenne s'étend au continent grâce aux arrivées de travailleurs africains asservis.

### Politique africaine
La compagnie récupère le monopole de la traite des Noirs du Sénégal qui appartenait depuis 1658 à la Compagnie du Cap-Vert et du Sénégal. Mais elle préfère se diversifier pour trouver d'autres sources de revenus. Jusqu'au début des années 1670, Colbert limite ainsi les visées françaises sur les côtes d'Afrique, car il préfère ménager les Hollandais, qu'il cherche à faire venir en France pour créer des manufactures, comme à Abbeville, où est installée en 1665 l'importante la Manufacture royale des Rames, par de riches tapissiers hollandais, la famille Van Robais, et qui comptera à son apogée 2 500 salariés.
De fait, sur les côtes de Guinée, les rares esclaves que la Compagnie des Indes occidentales achète proviennent de négociants interlopes hollandais qui eux-mêmes récupèrent des prises de guerre sur les navires espagnols et portugais.
Des liens diplomatiques sont établis avec les États africains de la Côte de l'Or, mais sans la Compagnie des Indes, et qui perdureront parfois jusqu'à la fin du règne de Louis XIV. Au royaume de Dahomey (actuel Bénin), où les Portugais ont fait des incursions à Savi et Ouidah à la suite des tensions des années 1640 et des années 1650, c'est vers les Hollandais, exclus des Antilles françaises par le monopole de la Compagnie que des négriers se tournent pour étudier rapidement une alternative. En 1666, Nicolas Villault de Bellefond et un équipage néerlandais du groupe Coymans-Voet, approche le roi de Comendo,, allié des hollandais, pour des marchands français. Puis en 1669-1671 : second voyage au roi de Comendo, improvisé directement par le Roi de France, sans la Compagnie des Indes.
La compagnie se voit reprocher par les colons des Antilles de ne pas importer assez d'esclaves Noirs, le flux s'asséchant complètement pendant son existence, et le 26 août 1670, le roi tape sur la table et prend un décret insistant sur la nécessité d'importer plus d'esclaves en supprimant l'impôt de 5 livres sur chaque esclave importé d'Afrique. Il prépare déjà le projet de Compagnie du Sénégal, qui sera finalisé en 1673, en lien avec la Compagnie royale d'Afrique fondée en Angleterre en 1672. Plusieurs missions de reconnaissance sont alors organisées pour étudier la prise de comptoirs Hollandais en Afrique. De novembre 1670 à décembre 1671, par exemple, Colbert envoie le vaisseau Le Tourbillon, commandé par le capitaine de vaisseau Louis de Hally et monté par Louis Ancelin de Gémozac, un ingénieur de la Marine chargé de lever les plans des forts, mais ce plan ne sera jamais réalisé.

### Les projets concurrents du négoce privé
Dès 1666, le Roi avait offert la liberté de commerce aux particuliers de France. Le 21 juillet 1670, il avait ouvert l'accès des îles à « tous les négociants du royaume », qui s'emploie à développer une flotte négrière dépassant celle des Hollandais.
Le 26 décembre 1669 et le 15 janvier 1670, le lieutenant général des îles De Baas écrit à la Cour en plaidant pour rétablir la liberté de commerce aux marchands hollandais. Le 2 mai 1670 c'est Colbert, concerné par les critiques assaillant la compagnie et les projets de la concurrencer, qui écrit pour proposer que la Compagnie se concentre sur la côte d'Afrique, comme observé par Abdoulaye Ly, dans sa thèse de 1955 à Bordeaux, consacrée à la Compagnie du Sénégal.
Au cours de cette même année 1670 est alors décidée la construction d'une loge à Ouidah par la Compagnie française des Indes Occidentales, alors en sursis.
Ce projet de loge était envisagé par des négriers depuis quatre ans, sur un site visité en 1666 par Nicolas Villault de Bellefond, au cours d'un voyage dont l'équipage était néerlandais, armé par le groupe Coymans-Voet, marchands d'Amsterdam, pour le compte d'un groupe de Français: le 15 mars 1667, G. van Tets, ex-employé de la Compagnie néerlandaise des Indes occidentales négocie avec les mandataires du roi de Comendo. Lors du second voyage (1669-1671) est improvisé un armement négrier complexe comprenant quatre navires, dont trois hollandais et un commandé et détenu directement par le Roi de France. Les deux voyages ne sont pas des opérations montées par la Compagnie des Indes, mais impulsées et réalisée avec l'appui de la Cour de France .

### Liquidation et dissolution d'une Compagnie en faillite
Louis XIV, confronté à la guerre de Hollande, cesse de financer le Canada en 1672. Une Compagnie du Sénégal est fondée en 1673, mais mis en concurrence avec les opérateurs privés, proches du Roi. Le 2 décembre 1674, un édit du roi signé à Saint-Germain-en-Laye décide la dissolution de la Compagnie des Indes occidentales, qui a accusé un passif de cinq millions de livres.
Une éphémère Compagnie d'Occident est créée juste après, vite transformée en coquille vide, dont le nom ne sera plus utilisé qu'en 1717 après la mort de Louis XIV lors de l'installation du système de Law. Le roi reprenant l'administration des colonies en 1674, il fonde conjointement la Ferme d'Occident et la Compagnie du Sénégal, en supprimant tout le monopole : à partir de cette date, les négriers des grands ports français ont eux aussi le droit de pratiquer la traite. C'est le début de l'essor des Irlandais de Nantes, grands négociants du commerce triangulaire, pour la plupart des immigrés jacobites alliés de Louis XIV et de son cousin Jacques II d'Angleterre.
La Compagnie d'Occident affichant dès sa création une dette de plusieurs millions de livres, héritée de la Compagnie des Indes occidentales, le Roi révoque sa charte en mai 1675 et cède ses droits à Jean Oudiette pour sept ans et 350 000 livres par an. La Compagnie d'Occident est ainsi devenue la Ferme d'Occident. Jean Oudiette, fermier du domaine d'occident, s'engage en 1675 à livrer 800 esclaves par an. Le 16 octobre 1675, il signe avec le roi Louis XIV de France un contrat qui lui accorde treize livres pour chaque esclave noir introduit aux Antilles, où le roi souhaite encourager la culture du sucre, beaucoup plus rentable que celle du tabac, qu'il s'emploie à rayer progressivement de la carte en imposant un prix d'achat aux planteurs bien plus bas qu'avant.
Cette Ferme d'Occident délègue à des « fermiers généraux » la collecte des impôts, dans le cadre de la guerre de Hollande (1762-1678).

### Conséquences de la dissolution

#### La production de sucre croît de 50% en huit ans
La dissolution de 1674 amène la Martinique à développer la culture sucrière. La production des deux îles françaises passe de 5 800 à 8 700 tonnes de sucre entre 1674 et 1682, soit un bond de 50 %. Au cours de ces sept ans, on passe de 2 400 à 10 600 esclaves noirs à la Martinique où s'installent des familles nobles françaises et irlandaises, dont une partie vient de la Barbade.

#### Le durcissement du traitement des esclaves
La dissolution coïncide avec un durcissement du traitement des esclaves. C'est en 1673 que sont rendues les premières décisions tendant à rattacher les enfants métis au statut d'esclave de leur mère et en 1680 qu'est rendu un arrêt du conseil des planteurs de la Guadeloupe ordonnant que tous les enfants de négresses seront nés esclaves.
En 1680, on recensait 314 mulâtres en Martinique, 170 en Guadeloupe et seulement 350 à la Barbade, où la population d'esclaves était pourtant huit fois plus nombreuse mais où sont mises en place dans les années 1660 des règles très sévères qui seront aux sources de l'édit de 1685 (ultérieurement surnommé Code noir).

#### Les quatre comptoirs hollandais d'Afrique acquis par la France en 1678
Les traités de Nimègue, qui marquent la fin de la guerre de Hollande, signés le 10 août 1678 et le 17 septembre 1678, donnent à la France quatre comptoirs hollandais sur les côtes d'Afrique: Rufisque, Gorée, Portendal et Joal. Dans la foulée, en 1679, c'est la Compagnie du Sénégal qui s'engage à transporter 2000 esclaves par an aux Antilles, même si par arrêté du 29 octobre 1680, le bail de la Ferme d'occident est prorogé au profit de Jean Oudiette pour les années 1682 à 1685.